# Molodohvardijsk
Molodohvardijsk (ukrainsk: Молодогвардійськ}; russisk: Молодогвардейск, translit. Molodogvardeysk) er en by i det sydøstlige Ukraine. Den ligger i Krasnodon Kommune i Luhansk oblast (region). I 2021 havde byen  22.514 indbyggere.

## Historie
Tidligere bebyggelser på dette sted hed Sotsmistechko i 1950'erne og Atamanivka i 1940'erne. Molodohvardijsk blev oprindeligt etableret i 1955, opkaldt efter modstandsgruppen  Unge Garde. Den fik bystatus i 1961.
Siden 2014 har Molodohvardiisk været kontrolleret af Folkerepublikken Lugansk og ikke af de ukrainske myndigheder.

## Demografi
Modersmål i henhold til den ukrainske folketælling 2001:
- Russisk  88.6%
- Ukrainsk  10.9%
- Hviderussisk  0.2%